# Misa oaxaqueña
La Misa Oaxaqueña es una obra musical para solistas, coro y orquesta, de naturaleza religiosa y folklórica, considerada una de las obras cumbres de la música oaxaqueña.

## Creación y difusión
La misa fue compuesta por el músico mexicano Timoteo Cruz Santos. La letra usa textos litúrgicos tomados del cantoral oaxaqueño 10-46.
La obra fue compuesta y grabada en 1979 y lanzada como álbum en 1980, con la banda de música de Totontepec Villa de Morelos, Oaxaca en una versión instrumental de esta obra, en una orquesta integrada por instrumentos regionales, dirigida por Joel Flores.
La Misa Oaxaqueña ha sido interpretada por destacados artistas mexicanos y se trata de la única obra musical religiosa transmitida a nivel mundial. La versión de mayor difusión mundial es la grabación que realizara la cantante mexicana Lila Downs en 2011 incluida en el álbum Pecados y milagros, acompañada en esta interpretación por la Banda Tierra Mojada bajo la supervisión del propio compositor Timoteo Cruz Santos, quien adaptó los arreglos para esta grabación.
La misa se interpretó en la ceremonia de canonización de los mártires de Cajonos presidida por el papa Juan Pablo II el 1 de agosto de 2002 en la Basílica de Guadalupe. El Ofertorio de esta misa también fue interpretado por triquis en la misa de encuentro con los indígenas de México, celebrada por el papa Francisco el 15 de febrero de 2016 en San Cristóbal de las Casas, Chiapas.

## Estructura de la obra
El texto de la Misa Oaxaqueña es una adaptación tomada de los textos del cantoral religioso oaxaqueño 1046, del texto litúrgico en español de la misa católica, tal como fue aprobado en 1977, por la Arquidiócesis de Oaxaca, siguiendo las orientaciones del Concilio Vaticano II.
La obra adopta estrictamente la estructura de una misa católica. En la liturgia católica, la misa solemne o cantada constituye un género musical tradicional, que consta de tres partes obligatorias, el Kyrie el Sanctus y el Agnus Dei, e incluye además el Gloria y el Credo. Eventualmente, en ciertos casos pueden incorporarse otros elementos.
La Misa Oaxaqueña está integrada por once movimientos, cada uno de ellos correspondientes a un momento litúrgico: Canto de entrada, Señor ten piedad, Gloria, Aleluya, Ofertorio, Santo, Padre nuestro, Cordero de Dios, Comunión, despedida y canto final.